# Charles Coote, 1.º Conde de Bellomont
Charles Coote, 1º. Conde de Bellomont KB PC (I) (6 de abril de 1738 - 20 de outubro de 1800)  era um par irlandês.

## Vida
Charles era filho de Charles Coote MP (1695–1750) e Prudence Geering de Cootehill, County Cavan. Ele nasceu em 6 de abril de 1738 e foi batizado seis dias depois. He was educated at Trinity College, Dublin.
Ele foi gravemente ferido durante um duelo com o Marquês Townshend em 2 de fevereiro de 1773: Townshend atirou nele na virilha. A briga parece ter sido política, já que Townshend foi um Lorde Tenente da Irlanda altamente impopular.
Coote foi o representante do condado de Cavan na Câmara dos Comuns irlandesa de 1761-66. Casou-se com Lady Emily Maria Margaret FitzGerald, filha de James FitzGerald, 1.º Duque de Leinster e Emily FitzGerald, Duquesa de Leinster, em Blackrock, em 20 de agosto de 1774. O casal teve cinco filhos: um filho, Charles, que morreu em 1786, e quatro filhas, Maria, Prudentia, Emily e Louisa.
Entre 1789 e 1797 ele foi um dos Postmasters General da Irlanda com Charles Loftus, 1.º Marquês de Ely.